# George Bähr
George Bähr (Fürstenwalde, Alemania, 15 de marzo de 1666 - Dresde, 16 de marzo de 1738) fue un arquitecto alemán, conocido principalmente por haber diseñado la Frauenkirche, una iglesia barroca de Dresde (1726–43, destruida en el bombardeo de Dresde durante la Segunda Guerra Mundial en 1945 y reconstruida entre 1992 y 2005).

## Biografía

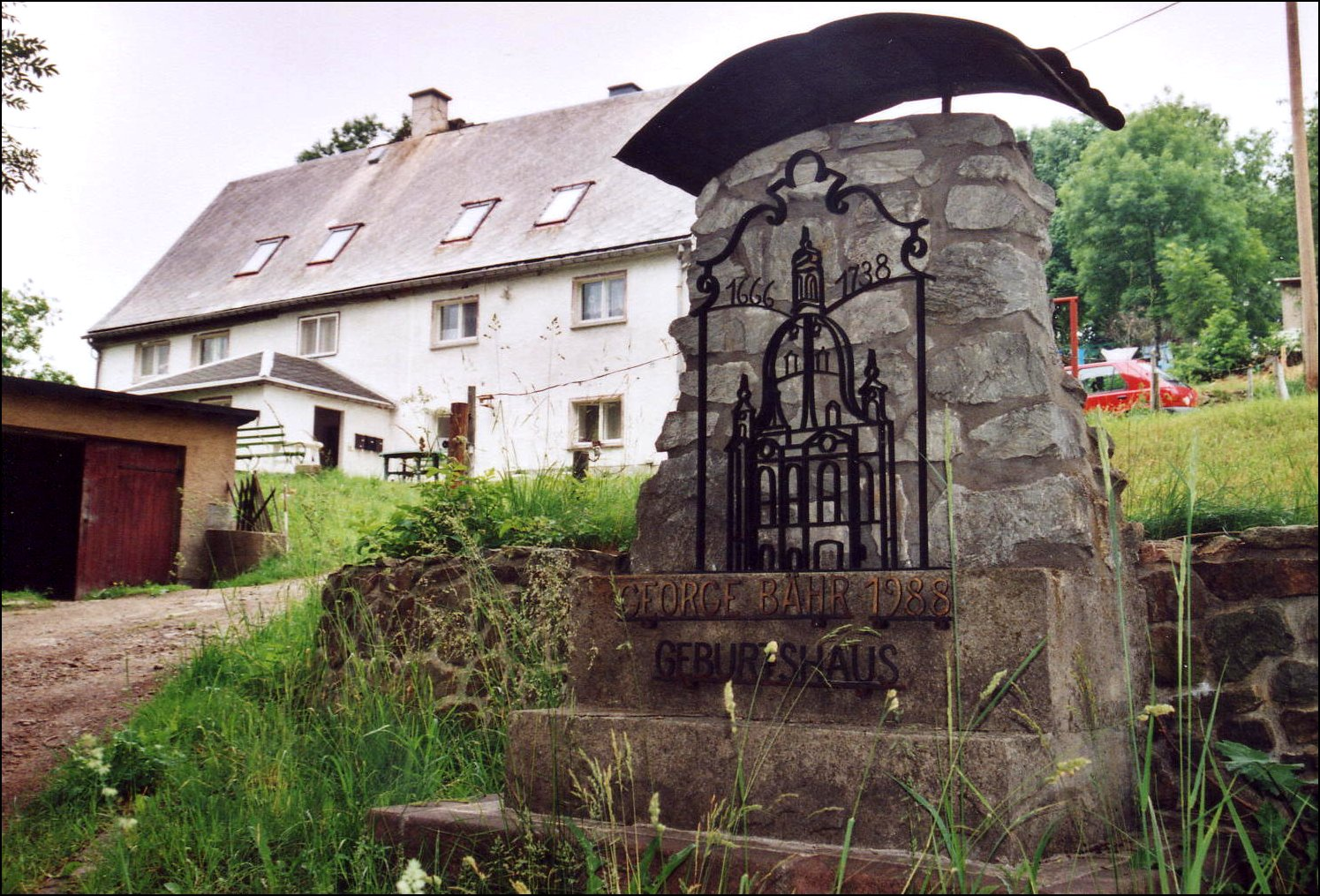
Casa natal de Bähr en Fürstenwalde.

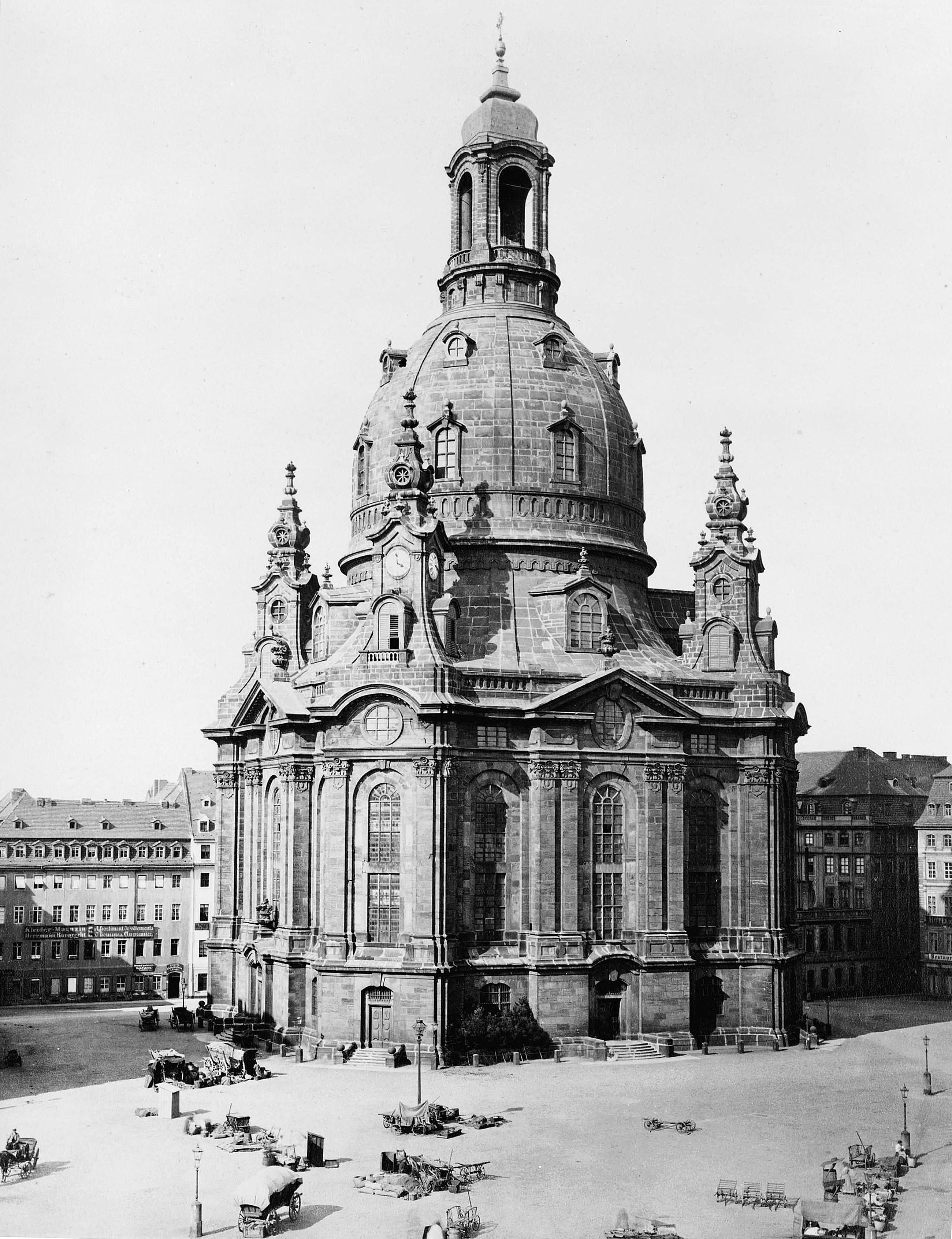
La Frauenkirche en 1880.

Nació en el seno de una familia pobre, su padre era tejedor. No obstante, el pastor de la aldea ayudó a pagar su educación, con lo que el joven Bähr pudo entrar como aprendiz de carpintero en Lauenstein, Sajonia. 
En 1690, Bähr se trasladó a Dresde para comenzar a trabajar como carpintero. Su sueño era ir a Italia y admirar los edificios famosos que allí se encontraban, así que en su tiempo libre estudió mecánica. Él mismo se consideraba mecánico y artista y diseñaba castillos, palacios e incluso bosquejos de órganos. 
En 1705, a la edad de 39 años, fue nombrado Maestro Carpintero de la ciudad de Dresde, aunque carecía del certificado de maestro. Una de sus principales metas era modernizar las iglesias de la ciudad. Pensaba que los edificios existentes no hacían justicia alguna a los servicios de la Iglesia protestante.
Su primer edificio sería una parroquia en la comarca de Loschwitz, en Dresde, un edificio en forma de octógono alargado, que se terminaría en 1708.
La iglesia del orfanato de Dresde fue construida alrededor de 1710, seguida por la Dreifaltigkeitskirche (iglesia de la Trinidad) en Schmiedeberg, en los Montes Metálicos, 1713-1716. Entre 1719 y 1726 se construyó la iglesia de Forchheim, así como las de Königstein, Hohnstein y Kesselsdorf (todas en Sajonia) y una cantidad considerable de viviendas en Dresde. 
Pero la fama de Bähr le llegaría con el diseño de la famosa Frauenkirche o Iglesia de Nuestra Señora de Dresde. Le encomendaron la tarea en 1722; en 1726 se aprobó el diseño y comenzaron las obras. En 1730, Bähr se convertiría en el primer alemán en adquirir el título de "arquitecto".
Mientras trabajaba en la Frauenkirche, también supervisó el edificio de la Dreikönigskirche o Iglesia de los Reyes Magos, en el barrio de Neustadt en Dresde, aunque ésta había sido diseñada por Matthäus Daniel Pöppelmann.
George Bähr no viviría para ver concluida la Frauenkirche, pues murió, a la edad de 72 años, el 16 de marzo de 1738. Su cuerpo fue enterrado en el cementerio de la Iglesia de San Juan en Dresde y no sería hasta 1854 cuando sería trasladado a la cripta de la iglesia, como era su deseo. En 2004, se levantó en su honor un monumento en el palacio de Lauenstein, donde había hecho sus estudios.

## Otras iglesias de Bähr

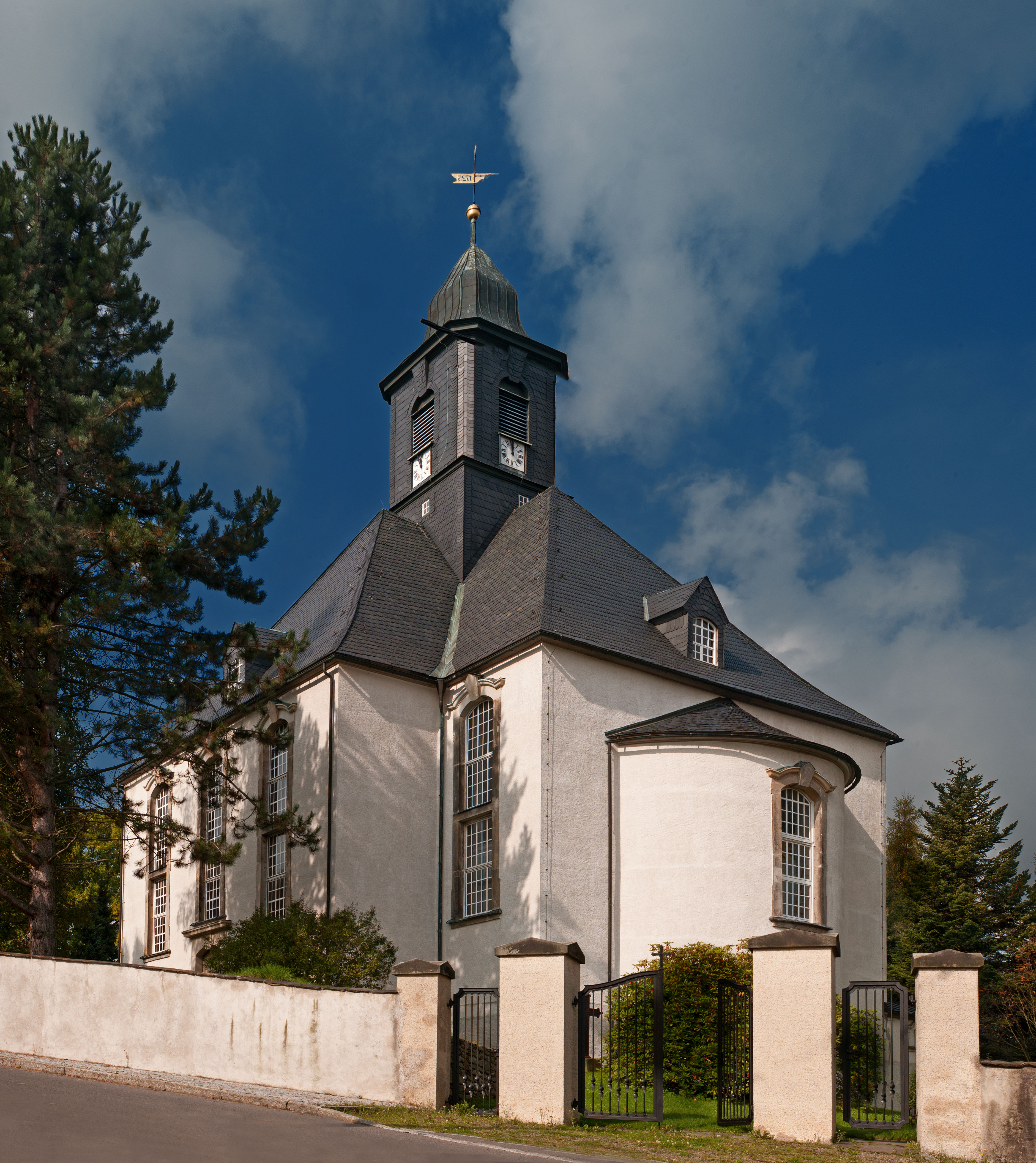
Iglesia en Forchheim
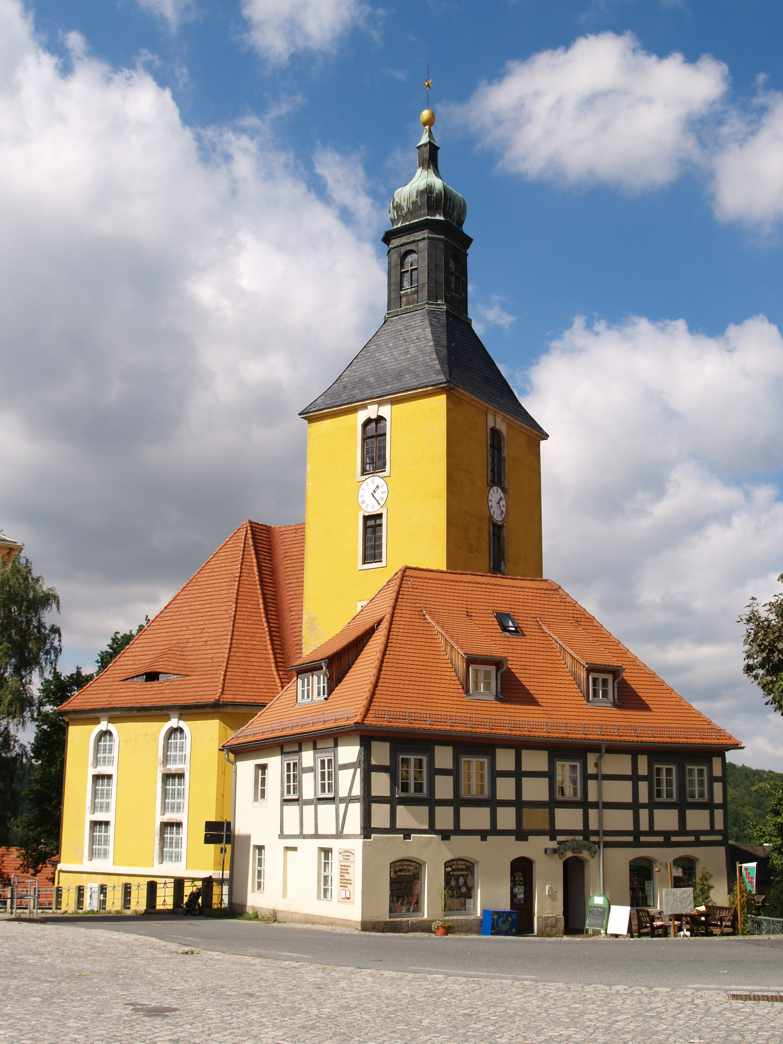
La iglesia municipal de Hohnstein
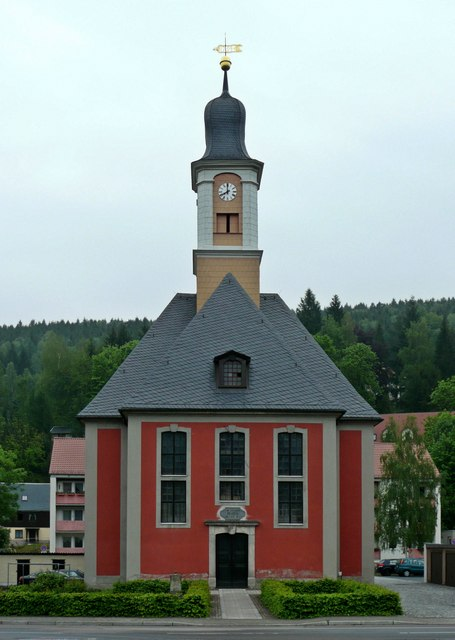
Iglesia de la Trinidad en Schmiedeberg
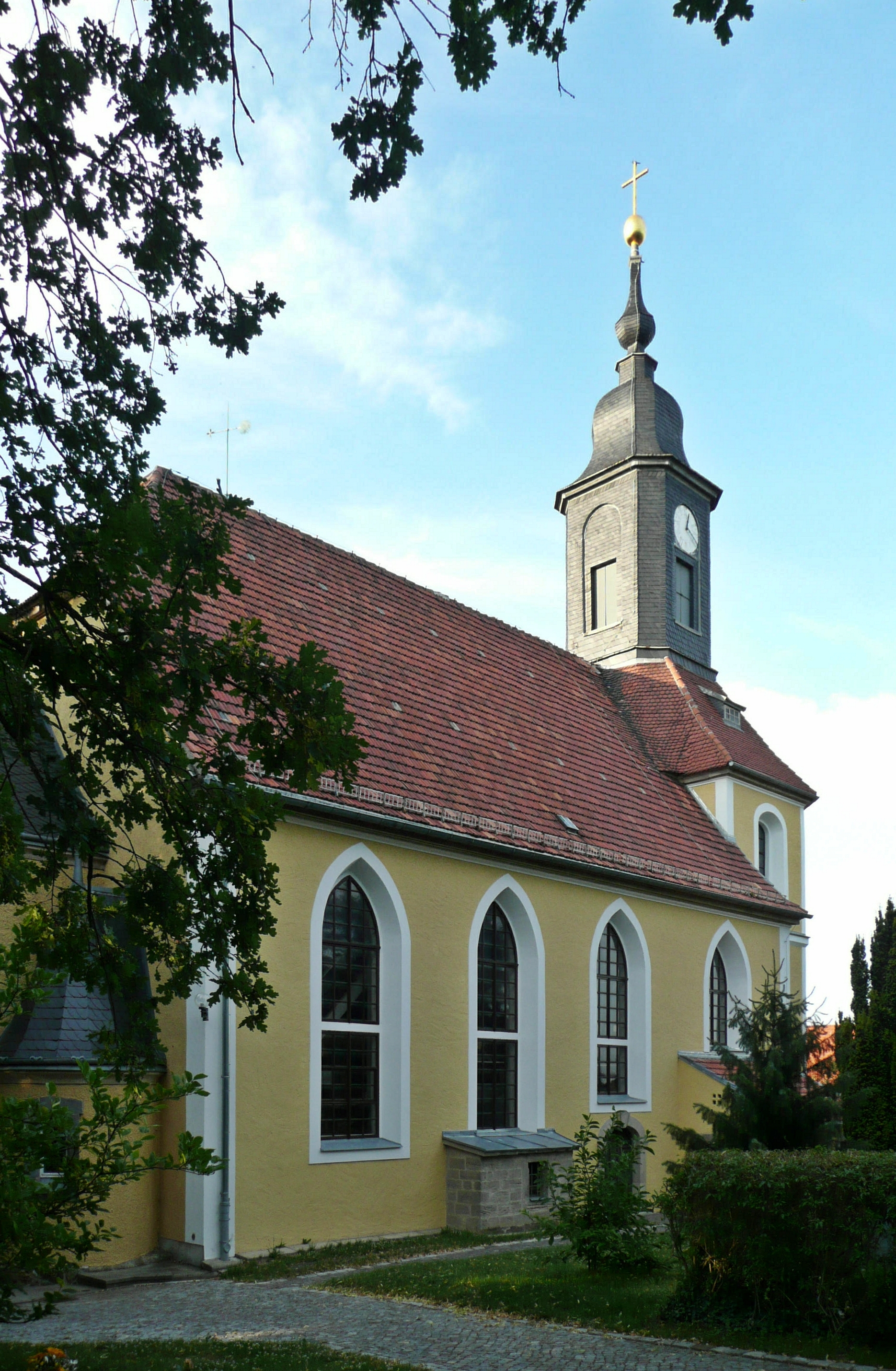
Iglesia en Kesselsdorf
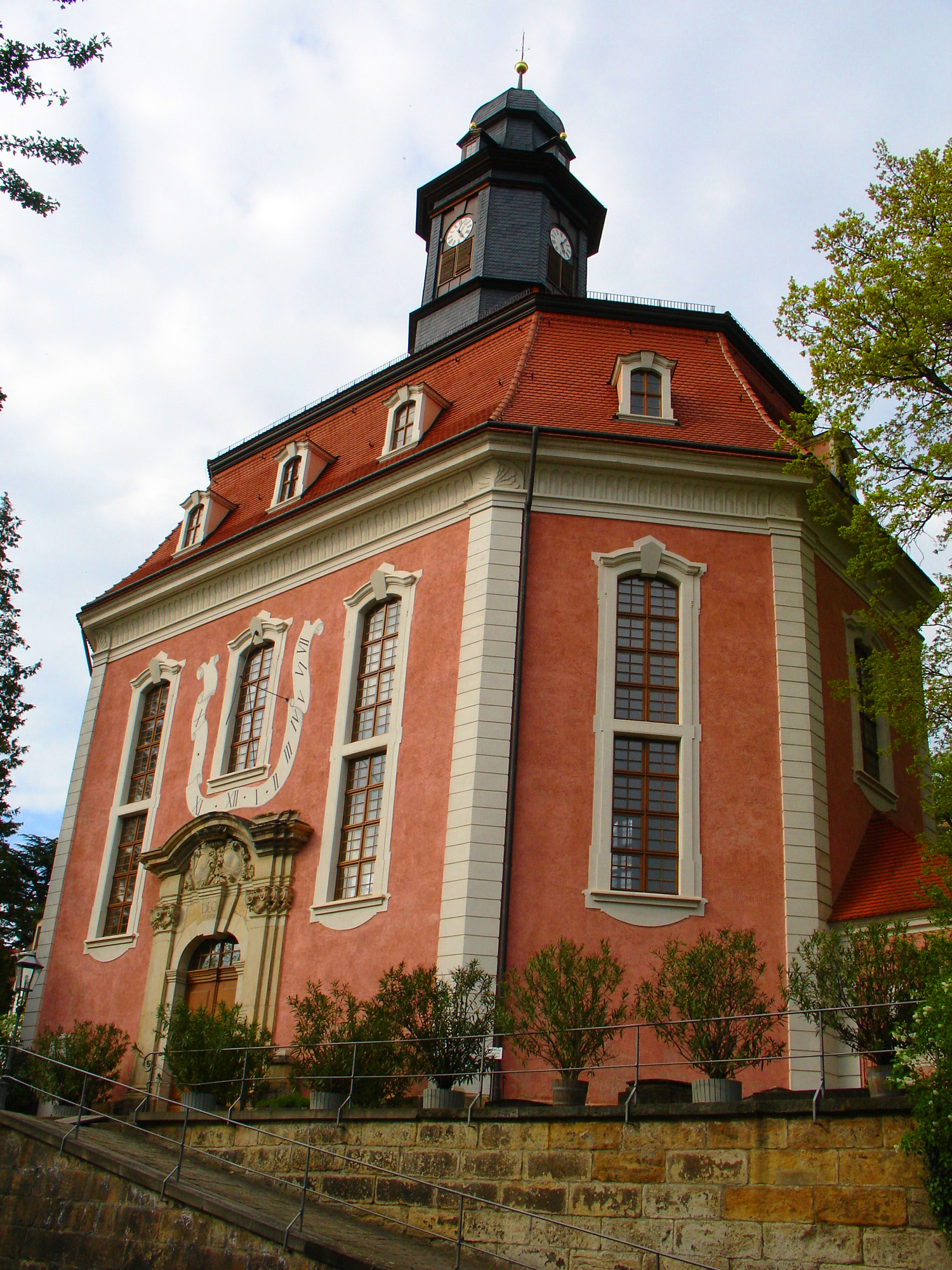
Iglesia en Loschwitz

- Datos: Q66169
- Multimedia: George Bähr / Q66169